# Tinidazole
Tinidazole là một loại thuốc được sử dụng chống nhiễm trùng protozoan. Nó được biết đến rộng rãi trên khắp châu Âu và các nước đang phát triển như là một phương pháp điều trị cho một loạt các bệnh nhiễm trùng amip và ký sinh trùng. Nó được phát triển vào năm 1972 và là thành viên nổi bật của nhóm kháng sinh nitroimidazole.
Tinidazole được phân phối bởi sứ mệnh Pharmacal dưới tên thương hiệu Tindamax, bởi Pfizer dưới tên Fasigyn và Simplotan, và ở một số nước châu Á như Sporinex.

## Công dụng
Một cơ thể lớn của dữ liệu lâm sàng tồn tại để hỗ trợ sử dụng tinidazole cho các bệnh nhiễm trùng từ amip, giardia và trichomonas, giống như metronidazole. Tinidazole có thể là một lựa chọn điều trị thay thế trong điều trị không dung nạp metronidazole. Tinidazole cũng có thể được sử dụng để điều trị một loạt các bệnh nhiễm trùng do vi khuẩn khác (ví dụ, như là một phần của liệu pháp phối hợp cho các giao thức diệt trừ Helicobacter pylori).

## Tác dụng phụ
Uống rượu trong khi dùng tinidazole gây ra phản ứng khó chịu giống như disulfiram, bao gồm buồn nôn, nôn, nhức đầu, tăng huyết áp, đỏ bừng và khó thở.

## Bán hủy
Thời gian bán hủy là 13,2 ± 1,4 giờ. Bán hủy trong huyết tương là từ 12 đến 14 giờ.